# Acosmetia tenuipennis
Acosmetia tenuipennis là một loài bướm đêm trong họ Noctuidae.